# Пібор (аеропорт)
Аеропо́рт «Пібор» — аеропорт у місті Пібор, Південний Судан.

## Розташування
Аеропорт розташований у місті Пібор, яке є центром округу Пібор, штат Джонглей, Південний Судан. Аеропорт знаходиться приблизно за 3 км на захід від центру міста. До центрального аеропорту країни Джуба 274 км.

## Опис
Аеропорт знаходиться на висоті 412 метрів (1 352 футів) над рівнем моря, і має одну ґрунтову злітно-посадочну смугу, довжина якої 1 097 м.

## Авіакомпанії і напрямки
Аеропорт обслуговує чартерні рейси.